# Théophilos d'Éthiopie
Théophilos fut Négus d’Éthiopie sous le nom de Asrar Sagad de 1708 à 1711.
Frère de Iyasou le Grand, il succède à son neveu Takla Haimanot Ier après son assassinat. Il fait châtier les assassins des deux princes, faisant pendre l’ex-impératrice Mélékotaouit qui avait poussé Takla Haïmanot au meurtre de son propre époux.
Yostos, un parent éloigné, lui succède à sa mort, le 14 octobre 1711, après l'avoir fait empoisonner.

## Source bibliographique
- Paul B.Henze, Histoire de l'Éthiopie, l'œuvre du temps, traduction de Robert Wiren, éd. Moulin du Pont (2004)  (ISBN 2845865376).